# Galle (månekrater)
 For alternative betydninger, se Galle (flertydig). (Se også artikler, som begynder med Galle)
Galle er et lille nedslagskrater på Månen. Det befinder sig på den nordlige halvkugle på Månens forside og er opkaldt efter den tyske astronom Johann G. Galle (1812 – 1910).
Navnet blev officielt tildelt af den Internationale Astronomiske Union (IAU) i 1935. 

## Omgivelser
Gallekrateret ligger i Mare Frigoris, nord-nordøst for det fremtrædende Aristoteleskrater.

## Karakteristika
Krateret er næsten cirkulært med en skarpkantet rand og få tegn på erosion. Der er let udadgående buler i randen om nord og nordøst, men ellers er krateret ret symmetrisk.

## Satellitkratere
De kratere, som kaldes satellitter, er små kratere beliggende i eller nær hovedkrateret. Deres dannelse er sædvanligvis sket uafhængigt af dette, men de får samme navn som hovedkrateret med tilføjelse af et stort bogstav. På kort over Månen er det en konvention at identificere dem ved at placere dette bogstav på den side af satellitkraterets midte, som ligger nærmest hovedkrateret. Gallekrateret har følgende satellitkratere:
| Galle | Længde  | Bredde  | Diameter |
| ----- | ------- | ------- | -------- |
| A     | 53,9° N | 22,3° Ø | 6 km     |
| B     | 55,4° N | 17,4° Ø | 7 km     |
| C     | 57,8° N | 24,5° Ø | 11 km    |

## Måneatlas
- Billeder af Gallekrateret i LPI-måneatlasset
- USGS-kort